# 四面半六面体
四面半六面体（しめんはんろくめんたい、Tetrahemihexahedron）とは、一様多面体の一種である。正方形3枚が対角線で交差しできた8つの穴の内4つを正三角形で覆いかぶせたもので、正八面体の内4面を立方体の頂点の内側のように削ったものである。一様多面体の中では唯一奇数個の面で構成されている。また、（非凸なものを含む場合の）準正多面体でもある（ただし英語版Wikipediaでは準正多面体ではなくHemipolyhedronの一種とされる）。

## 性質
- 構成面: 正三角形4枚（正八面体のうちの4面）、正方形3枚（正八面体の赤道面、対角線で交差する）、計7枚
- 辺: 12
- 頂点: 6
- 頂点形状: 3, 4, 3/2, 4（3,4,3,4が蝶ネクタイ型に交差する）
- ワイソフ記号: 3 3/2 | 2
- 枠: 正八面体
- 双対: Tetrahemihexacron（外観は立方体の面を無限に延ばしたもの）